# Michalina Rogalewiczówna
Marianna Michalina Rogalewiczówna, czasem mylnie nazywana Anną (ur. 13 września 1828 w Warszawie, zm. 12 marca 1846 w Warszawie) – działaczka niepodległościowa, więźniarka Cytadeli Warszawskiej.
Była córką Tomasza Rogalewicza, rewizora dochodów konsumpcyjnych w Urzędzie Konsumpcyjnym w Warszawie, oraz Antoniny z Głuchowskich. Jej bratem był Antoni Rogalewicz, warszawski pedagog i chemik.
Rogalewiczówna była związana z kołami spiskowymi oraz kręgiem „entuzjastek”. W 1844, wraz ze spiskowcem Franciszkiem Gawareckim i swym narzeczonym Karolem Klattem, brała udział w akcji pomocy dla więźniów i zesłańców. Umożliwiła ucieczkę z warszawskiego Ordonshausu jednemu z najczynniejszych konspiratorów, Janowi Krzywickiemu. 
Po aresztowania Klatta, Rogalewiczówna utrzymywała z nim kontakty przy pomocy grypsów. Aresztowana w 1846, wraz z matką, w momencie przejmowania grypsu wyrzuconego w kulce chleba z okna celi Cytadeli, a zawierającego informacje o denuncjatorach oraz więźniach sypiących w śledztwie (m.in. o Piotrze Ściegiennym).
W czasie rewizji znaleziono w jej mieszkaniu jedynie wiersze patriotyczne. Umieszczono ją w Ratuszu, w celi sąsiadującej z celą Maksymiliana Jatowta (Gordona), którego podtrzymywała na duchu. W czasie śledztwa nikogo nie wydała, chociaż podobno przez to skatowano ją w Cytadeli.
Ciężko chorą na gruźlicę zwolniono na mocy decyzji z 2 marca 1846 i oddano pod dozór policyjny. Podobny los spotkał wcześniej jej matkę. Michalina zmarła wkrótce po opuszczeniu więzienia, 12 marca 1846 w Warszawie, a jej pogrzeb na Powązkach stał się w manifestacją patriotyczną. Lokalizacja grobu nie jest znana.
Działalność spiskowa Rogalewiczówny zakończona śmiercią stała się tematem legend, m.in. o tym, że miała przechowywać u siebie papiery Edwarda Dembowskiego.